# Třída Šimušu
Třída Šimušu (japonsky 占守型 Šimušu gata) byla třída čtyř kaibókanů japonského císařského námořnictva, postavených v letech 1938 až 1941 podle projektu E15. Původně byly konstruovány jako víceúčelová plavidla pro službu v subarktických oblastech Kurilských ostrovů i tropických oblastech jihovýchodní Asie: pro hlídkování, lovení min a doprovod.
Všechny čtyři jednotky se zúčastnily druhé světové války v Pacifiku, převážně v severních oblastech (Hokkaidó, Kurily, Aleuty). Išigaki byla potopena americkou ponorkou, Hačidžó byla po japonské kapitulaci sešrotována a zbývající dvě jednotky byly použity pro poválečné repatriace. Během nich Kunaširi ztroskotala a následně byla sešrotována. Šimušu byla předána Sovětskému svazu.
Jednotky třídy Šimušu byly pojmenovány po ostrovech Japonského císařství.

## Pozadí vzniku a klasifikace
Po podpisu washingtonských dohod se závody v námořním zbrojení nezastavily – pouze se přesunuly od bitevních lodí a bitevních křižníků k do té doby druhořadým kategoriím, jako byly křižníky a torpédoborce. Následující londýnská odzbrojovací konference přidala omezení i na tyto kategorie. Podle článku III.16 londýnské smlouvy nesmělo císařské námořnictvo k 31. prosinci 1936 překročit v kategorii torpédoborců celkový limit 105 500 T standardního výtlaku. Dostavbou torpédoborců třídy Fubuki a plánovanou stavbou dvanácti torpédoborců třídy Hacuharu ale císařské námořnictvo vyčerpalo svůj limit pro kategorii torpédoborců. Používat torpédoborce v roli keibikan (警備艦 ~ hlídková loď/válečná loď strážící přístav) by v nastalé situaci byl luxus, který si nemohlo císařské námořnictvo dovolit. Obranu námořních základen a přilehlých vod proto Kaigun gunreibu (海軍軍令部 ~ námořní generální štáb) hodlalo řešit pořízením torpédovek třídy Čidori
Pro ochranu rybolovu a službu v subarktických podmínkách Kurilských ostrovů, mimo hlavní základny císařského námořnictva (nejseverněji umístěné čindžufu [鎮守府] byly Maizuru a Jokosuka, případně ještě jókóbu [要港部] v Óminato, všechny na Honšú), plánovalo císařské námořnictvo – v rámci prvního návrhu z června 1930 budoucího „doplňovacího programu pomocných plavidel z roku 1931“ (známějšího jako „1. doplňovací program“ ~ 第一次補充計画 ~ Dai–iči–dži hodžú keikaku, či neoficiálně „program prvního kruhu“ ~ マル1計画 ~ Maru iči keikaku) – postavit čtyři plavidla, každé o standardním výtlaku 1200 T. Takové lodě splňovaly podmínky londýnské konference podle článku II.8, ale neodpovídaly představám ministerstva financí. Celkem 117 plavidel z prvního návrhu bylo nejprve seškrtáno na 76 plavidel, přičemž počet hlídkových lodí zůstal stejný, ale jejich standardní výtlak klesl na 900 T při ceně 2 347 000 ¥ za jednotku. Alternativní plán nového námořního ministra danšaku (男爵 ~ baron) Kijokazu Aboa z října 1930 zahrnoval 59 plavidel, ale již jen jednu hlídkovou loď o výtlaku 900 T a ceně 2 100 000 ¥. Finální plán z listopadu 1930 pak již žádnou hlídkovou loď neobsahoval.
Následující „druhý doplňovací program pomocných plavidel“ (第二次補充計画 ~ Dai–ni–dži hodžú keikaku, či neoficiálně „program druhého kruhu“ ~ マル2計画 ~ Maru ni keikaku) ve své první verzi z června 1933 počítal mimo jiné se čtyřmi hlídkovými plavidly. Každé z nich mělo mít standardní výtlak 1200 T, rychlost 20 uzlů (37,0 km/h) a hlavní výzbroj složenou ze čtyř 127mm kanónů, kterou by doplňovaly protiletadlové kanóny menší ráže a vrhače hlubinných náloží. I tentokrát hlídková plavidla z konečné verze plánu vypadla.
Teprve schválení „třetího doplňovacího programu pomocných plavidel“ (第三次補充計画 ~ Dai–san–dži hodžú keikaku, či neoficiálně „program třetího kruhu“ ~ マル3計画 ~ Maru san keikaku) 31. března 1937 uvolnilo prostředky na stavbu čtyř hlídkových lodí. Ty dostaly přidělená čísla 9 až 12 a v programu figurovaly jako gunkan (軍艦 ~ válečná loď) – to znamená bez bližší klasifikace (ke změně klasifikace na kaibókan došlo až 1. července 1942).
Každý gunkan měl stát 3 060 000 ¥, ale v roce 1941 byla cena navýšena vlivem inflace o 5 % na 3 213 000 ¥ za jednotku. Výsledná cena pak byla 3 216 529 ¥ za jednotku. Oficiálně Maru san keikaku uváděl standardní výtlak těchto gunkanů jako 1200 T. Skutečný standardní výtlak byl ale pouhých 860 T a rozdíl byl použit pro zamaskování skutečných nákladů a velikosti prvních dvou bitevních lodí třídy Jamato.
Gunreibu požadoval výzbroj čtyř 127mm kanónů typu 89 (2xII), rychlost 20 uzlů (37,04 km/h), dosah 5000 námořních mil (9260 km) při 16 uzlech (29,6 km/h) a lodě měly být schopné služby v severním Pacifiku, stejně jako v rovníkových oblastech. Primárně měly nové gunkan plnit roli keibikan pro hlídkování a ochranu rybolovu, sekundárně je mělo být možno požít jako minolovky a teprve až na třetím místě byl protiponorkový boj.
Vypracování projektu nových plavidel bylo poprvé (pro kategorii gunkan) svěřeno soukromému sektoru – konkrétně konstrukční divizi firmy Micubiši. Důvodem byla vytíženost Kaigun kansei honbu (海軍艦政本部 ~ námořní technický úřad) i nízká priorita plavidel, která měla plnit defenzivní úkoly. Nízká priorita se také podepsala na výsledném designu: ačkoliv Kaigun kansei honbu chtěl jednoduchá plavidla, která by případně bylo možno stavět ve velkých sériích za využití prefabrikátů, návrh od Micubiši svojí složitostí toto neumožňoval (jenom samotný trup představoval pracnost 90 000 člověkodní při 8,5 hodinové pracovní době). Přesto byl návrh akceptován a byl mu přidělen projektový kód E 15.

## Konstrukce

### Trup
Celkem 78 metrů dlouhý trup byl konstruován pro extrémní podmínky severního Pacifiku: nízko položené těžiště a vysoká metacentrická výška zajišťovaly dobrou (a na císařské námořnictvo nadprůměrnou) stabilitu, zatímco dvojité dno (po celé délce až do úrovně dolní paluby) a zesílené nosné prvky konstrukce zajišťovaly potřebnou pevnost. Obšívka na vodorysce byla od přídě až do poloviny délky trupu zesílena na 12 milimetrů kvůli větší odolnosti při styku s plovoucím ledem. Celkem trup představoval 38 % hmotnosti z 2/3 výtlaku při zkouškách (tedy asi 388 tun). Pro srovnání: u třídy Čidory to bylo pouhých 26,2 % projektovaných a 30,3 % po dokončení.
Příď byla (typicky pro císařské námořnictvo) tvarována do „S“ a odkloněná záď vytvářela převis. Kormidlo bylo polovyvážené.
Trup byl odzdola nahoru členěn následovně:
- U dna se nacházel nákladový prostor (船艙 nebo 船倉 sensó)
- Dolní paluba (下部甲板 kabu kanpan nebo jen 下甲板 ka kanpan) nad nákladovým prostorem.
- Horní paluba (上部甲板 džóbu kanpan nebo jen 上甲板 džó kanpan) probíhala po celé délce lodi
- Přední paluba (船首楼甲板 senšuró kanpan) měla délku přibližně 23 metrů[15]

Hloubka trupu (od kýlu po horní palubu) byla 5,3 m, volný bok 2,25 m (na přídi pak 5,1 m), maximální šířka na vodorysce byla 9,1 m a na hlavní palubě 8,64 m.

### Nástavba
Pro službu v chladných oblastech byla zvolena podlouhlá nástavba (zabírající přes třetinu délky plavidla), což usnadnilo pohyb posádky (ta tak nemusela mezi jednotlivými bloky přebíhat venkem). Nástavba byla umístěna na horní palubě a v její přední části (za ukončením přední paluby) se nacházel můstek, který měl čtyři úrovně:
- nejníže umístěná úroveň na horní palubě přecházela do hlavní podlouhlé nástavby
- druhou úroveň tvořila horní můstková paluba (上部艦橋 džóbu kankjó) s platformami pro 25mm kanóny po stranách
- třetí úroveň tvořil zepředu a z boků uzavřený navigační můstek (羅針艦橋 rašin kankjó) a v jeho zadní části navazující otevřená plošina sahající až téměř k přednímu stěžni[15]
- nejvýše byla umístěna plošina se zakrytovaným třímetrovým dálkoměrem a 8cm binokulár[15]

Za můstkem se nacházel třínožkový stěžeň a za ním anténa směrového radiozaměřovače. Za anténou byla plošina se 75cm světlometem a za ní dozadu odkloněný komín. Ten byl v horní části (nad úrovní platformy světlometu) po stranách zúžen, aby co nejméně omezoval světlomet. Za komínem pak byl zadní stěžeň a 120mm kanón číslo 2. Po stranách zadní části nástavby byly umístěny čtyři paravány (dva na každé straně).
Pro pobyt v teplých oblastech byly lodě vybaveny klimatizací. Vytápění podpalubí a nástaveb v chladných oblastech zajišťovala pára rozváděná trubkami ze dvou pomocných kotlů. Pára byla rovněž použita na odmrazování oken na můstku a na odmrazování kotevního řetězu.

### Pohon
Pro dosažení velkého dosahu (rychlost nebyla prioritou) byly jako pohonná jednotka zvoleny dva diesely 22-gó 10-gata se zvýšenými otáčkami, které roztáčely dvě hřídele s lodními vrtulemi – a to až na 520 otáček za minutu – což stačilo k dosažení maximální rychlosti 19,7 uzlů (36,48 km/h).
Výfukové plyny byly odváděny komínem umístěným na nástavbě za platformou světlometu.

### Výzbroj
Ačkoliv původně Gunreibu požadoval hlavní výzbroj založenou na čtyřech 127mm kanónech typu 89 (2xII), byla nakonec zvolena slabší výzbroj založená na třech 45-kaliberních 120mm kanónech typu 3. roku v jednohlavňových lafetacích modelu G. Jeden kanón byl umístěn na přední palubě, druhý na zadní části nástavby za zadním stěžněm a třetí na horní palubě na zádi. 120mm kanóny měly maximální náměr 33 °, takže je (na rozdíl od 127mm kanónů) nebylo možno použít k protiletadlové palbě, ale nižší hmotnost (3x8,9 tun u lafetace G oproti 2x20,3 tun u nejlehčí lafetace A1) přispěla ke zlepšení stability.
Protiletadlovou výzbroj zpočátku představovaly čtyři 25mm kanóny typu 96 ve dvou dvouhlavňových lafetacích na plošinách po stranách můstku.
Pro protiponorkový boj byl na zádi instalován jeden dvojnásobný (Y砲 Y-hó, čili Y-gun) vrhač typu 94 (爆雷投射機 bakurai tóšaki) s nabíječem modelu 3 (爆雷装填台三型 bakurai sótendai san-gata) a šest jednorázových skluzavek (爆雷投下台 bakurai tókadai nebo 手動投下台 šudó tókadai; tři na levoboku, tři na pravoboku). Celkem bylo neseno až 18 hlubinných pum typu 95 (爆雷 bakurai).

## Pozdější modifikace
Po vypuknutí bojů v Tichomoří a zejména se zvyšujícími se ztrátami způsobenými spojeneckými ponorkami se změnily priority nasazení kaibókanů – to vedlo k odstranění minolovného vybavení již v květnu 1942 a naopak posilování protiponorkové a protiletadlové výzbroje. Boj proti ponorkám se do roku 1944 stal prioritou.
V roce 1942 byl instalován sonar typu 93 (na Šimušu se tak stalo až v lednu 1943) a počet hlubinných náloží byl navýšen na 24 nebo 36 kusů. V roce 1943 bylo všech šest manuálních jednorázových skluzavek na zádi odstraněno a nahrazeno dvěma klasickými skluzavkami (爆雷投下軌条 bakurai tóka kidžó). Počet hlubinných náloží byl navýšen na 60 kusů. Pro napadení ponorek před přídí (hlubinné pumy umožňovaly pouze útok poté, co kaibókan projel nad ponorkou) byl koncem roku 1943 instalován jeden 81mm minomet typu 3 na nové plošině zbudované v přední části navigačního můstku.
Tou dobou byl instalován i centimetrový přehledový radar typu 22-gó, jehož typická anténa v podobě dvou trychtýřů byla umístěna na předním stěžni nad můstkem.
Od poloviny roku 1944 nesly Šimušu posílenou protiletadlovou výzbroj sestávající z patnácti 25mm kanónů typu 96 v trojhlavňových lafetacích. První trojče bylo umístěno na nové vyvýšené plošině na přední palubě za 120mm kanónem, protiletadlová dvojčata po stranách můstku byla nahrazena trojčaty a zbylé dva trojhlavňové komplety se nacházely na nových plošinách po obou stranách nástavby za komínem.
Od podzimu 1944 byl instalován metrový přehledový radar typu 13-gó, jehož anténa se nacházela na zadním stěžni.

## Jednotky třídyŠimušu
| Jméno           | Trupové číslo | Loděnice                      | Položení kýlu      | Spuštění          | Přijetí do služby | Osud |
| --------------- | ------------- | ----------------------------- | ------------------ | ----------------- | ----------------- | --- |
| Šimušu (占守)   | 9             | Micui, Tamano                 | 29. listopadu 1938 | 13. prosince 1939 | 30. června 1940   | Kapitulace v Hokkaidó; 5. července 1947 předána SSSR. Přejmenována na EK-31 (ЭК-31), později na PS-25 (ПС-25) a sešrotována 1959 |
| Hačidžó (八丈)  | 11            | arzenál Sasebo                | 3. srpna 1939      | 10. dubna 1940    | 31. března 1941   | Kapitulace v Maizuru; sešrotována 30. dubna 1948                                                                                 |
| Kunaširi (国後) | 10            | Nihon Kókan, Curumi, Jokohama | 1. března 1939     | 6. května 1940    | 3. října 1940     | Kapitulace v Hokkaidó; 4. června 1946 ztroskotala jihozápadně od Omaezaki, Šizuoka. Sešrotována 1947.                            |
| Išigaki (石垣)  | 12            | Micui, Tamano                 | 15. srpna 1939     | 14. září 1940     | 15. února 1941    | 31. května 1944 potopena ponorkou USS Herring západně od Corregidoru                                                             |